# Judith Kakon
Judith Kakon (* 10. März 1988 in Basel) ist eine Schweizer Objekt- und Installationskünstlerin. Ihre Werke setzen sich mit den Wechselwirkungen zwischen Globalisierung, Gesellschaft und Handel auseinander. Sie lebt und arbeitet in Basel.

## Leben
Judith Kakon wurde 1988 in Basel geboren. Sie studierte Bildende Kunst an der Bezalel Academy of Arts and Design  in Jerusalem, wo sie 2013 ihren Bachelor-Abschluss machte. 2016 schloss sie ihr Studium mit einem Master of Fine Arts an der Milton Avery Graduate School of the Arts im Fachbereich Fotografie in New York ab. 2017 erhielt sie den Kiefer Hablitzel Preis, der an junge Künstler unter 30 Jahren im Rahmen der Verleihung der Swiss Art Awards als Stipendium vergeben wird. Seit 2018 ist Kakon zusammen mit Hannah Weinberger und Alice Wilke Kuratorin der Hidden Bar bei der Art Basel.

## Einzelausstellungen
- 2019: The Untold Compromise,[4] Galerie Ventilator, Tel Aviv, Israel

## Ausstellungsbeteiligungen
- 2015: White Noise,[5] Kunsthaus Glarus, Schweiz
- 2017: Reto Müller: Potentielle Normaliensammlung: Arresting Fragments of the World,[6] Kunsthaus Langenthal, Schweiz
- 2018/2019: Gemini II,[7] Akademie Schloss Solitude, Stuttgart
- 2019: Body Splits,[8] Kunstverein Salts, Birsfelden, Schweiz
- 2020: ¤ (Rückwandprojekt der Kunsthalle Basel),[9] Kunsthalle Basel, Schweiz
- 2020: Resisting Images, Images Responding,[10] Coalmine, Winterthur, Schweiz
- 2023: Commuted, Ordered, Incited, Assisted or Otherwise Participated,[11] Ausstellungsraum For, Basel, Schweiz
- 2024: Double #1: Judith Kakon: Iris und Lou Masduraud: Mananagement opera,[12] Kunstraum Riehen, Schweiz
- 2024: Between White Walls .../Zwischen weißen Wänden ...,[13] Paul Ege Art Collection PEAC (PEAC-Museum), Freiburg im Breisgau, Deutschland
- 2024: Real Heart,[14] Galerie Gauli Zitter, Brüssel, Belgien

## Auszeichnungen
2021 wurde Judith Kakon mit dem Manor Kunstpreis des Kantons Schaffhausen ausgezeichnet. Im Rahmen des Preises stellte sie ihre Werke im Museum zu Allerheiligen in Schaffhausen aus.